# Acidente rodoviário de Nova Lima
O acidente rodoviário de Nova Lima é o maior do tipo já registrado no Brasil, vitimando 68 e ferindo outras dezenas de pessoas.

## História
O acidente ocorreu na BR-040 no dia 26 de julho de 1987, por volta das 18h50. Envolveu um automóvel modelo Volkswagen Voyage, um ônibus de turismo da empresa Transmuniz e um ônibus urbano da empresa Transnazaré, que transportava romeiros vindos da festa de Santana, na cidade mineira de Belo Vale. A violência do impacto da batida foi tamanha, que um dos ônibus "entrou dentro do outro", segundo relatos de curiosos na época. Exames revelaram que o motorista do ônibus da Transnazaré estava embriagado no momento do acidente, além do fato de o veículo não ter autorização para trafegar em rodovias. Os três ocupantes do Voyage também morreram no acidente.